# Urbanismo de Granada
El urbanismo de Granada es el reflejo del proceso de ocupación de esta ciudad española y de la evolución de sus construcciones desde la fundación de la ciudad. La evolución urbanística de Granada ha estado condicionada por su situación geográfica en una vega rodeada por un anfiteatro de colinas. 

## Orígenes de la ciudad
Existen dos teorías divergentes sobre los orígenes de Granada. La primera afirma la continuidad histórica entre Granada e Iliberri, mientras que la segunda sitúa a esta ciudad al pie de Sierra Elvira y por tanto, alejada del núcleo de la ciudad contemporánea.